# Cartiera di Vas
La cartiera di Vas è stata un'industria italiana per la produzione della carta. Dopo secoli di storia, l'antico opificio è oggi un attivo centro culturale e didattico, dove è possibile effettuare, fra le cose, delle visite guidate per poi sperimentare personalmente le diverse fasi di produzione di un foglio di carta fatto a mano.
Il sito della storica fabbrica è situato presso l'omonimo paese, parte del comune di Setteville, in provincia di Belluno. Fondata nel XVII secolo, è stata una delle più importanti cartiere della Repubblica di Venezia nell'ultima fase della sua storia, ed ha continuato la sua attività industriale fino alla seconda metà del '900.

## Il territorio vassese e la produzione cartaria in Veneto
Le origini della cartiera risalgono alla presenza della sorgente carsica che si trova nei pressi del centro del paese, dal quale nasce il torrente Fium, il quale, dopo una breve corsa di poco meno di un chilometro, si getta nelle acque del vicino fiume Piave. Lo sfruttamento delle acque del torrente, per mezzo di mulini e anche per la produzione di panni mediante il processo di follatura, risulta attestato da documenti risalenti al XIV secolo. La forza idraulica del Fium venne poi utilizzata, dai primi anni del secolo successivo, per azionare una sega da legname. Antica è anche l'origine del passo barca, utilizzato per attraversare il Piave e raggiungere il villaggio di Quero, situato sulla sponda destra del fiume, garantendo in tal modo le comunicazioni e lo sviluppo di una minima attività commerciale.
L'attività cartaria a Vas, oltre che dalla predisposizione naturale del luogo, prese le mosse anche dalla particolare congiuntura economica in cui si trovava la Repubblica di Venezia a seguito delle grandi scoperte geografiche del XV – XVI secolo e all'ascesa dell'Impero Turco nel Mediterraneo orientale. Questi eventi, infatti, misero in crisi il ruolo di Venezia come fondamentale mediatrice nel commercio dei prodotti, come le spezie, che da Oriente erano diretti in Europa. È in questo contesto che il patriziato alla guida dello Stato Veneto colse il potenziale economico dei propri domini di terraferma, avviando grandi investimenti produttivi nel settore dell'artigianato e delle attività preindustriali.
Essendo Venezia uno dei maggiori centri tipografici d'Italia, le manifatture cartarie rappresentavano un ottimo investimento, ma la peste del 1630 – 1631 ebbe l'effetto di bloccare la produzione cartaria nei domini veneti, a causa della diminuzione della domanda di carta e della penuria di stracci, solitamente dati alle fiamme insieme alle cose appartenute agli appestati e all'epoca utilizzati come materia prima nella produzione dei fogli. Nel 1638 la corporazione dei cartai ottenne degli sgravi fiscali dal governo al fine di risollevare il settore dalla crisi. Fu a questo punto che la nobile famiglia veneziana dei Gradenigo decise di allestire la propria fabbrica di carta a Vas.

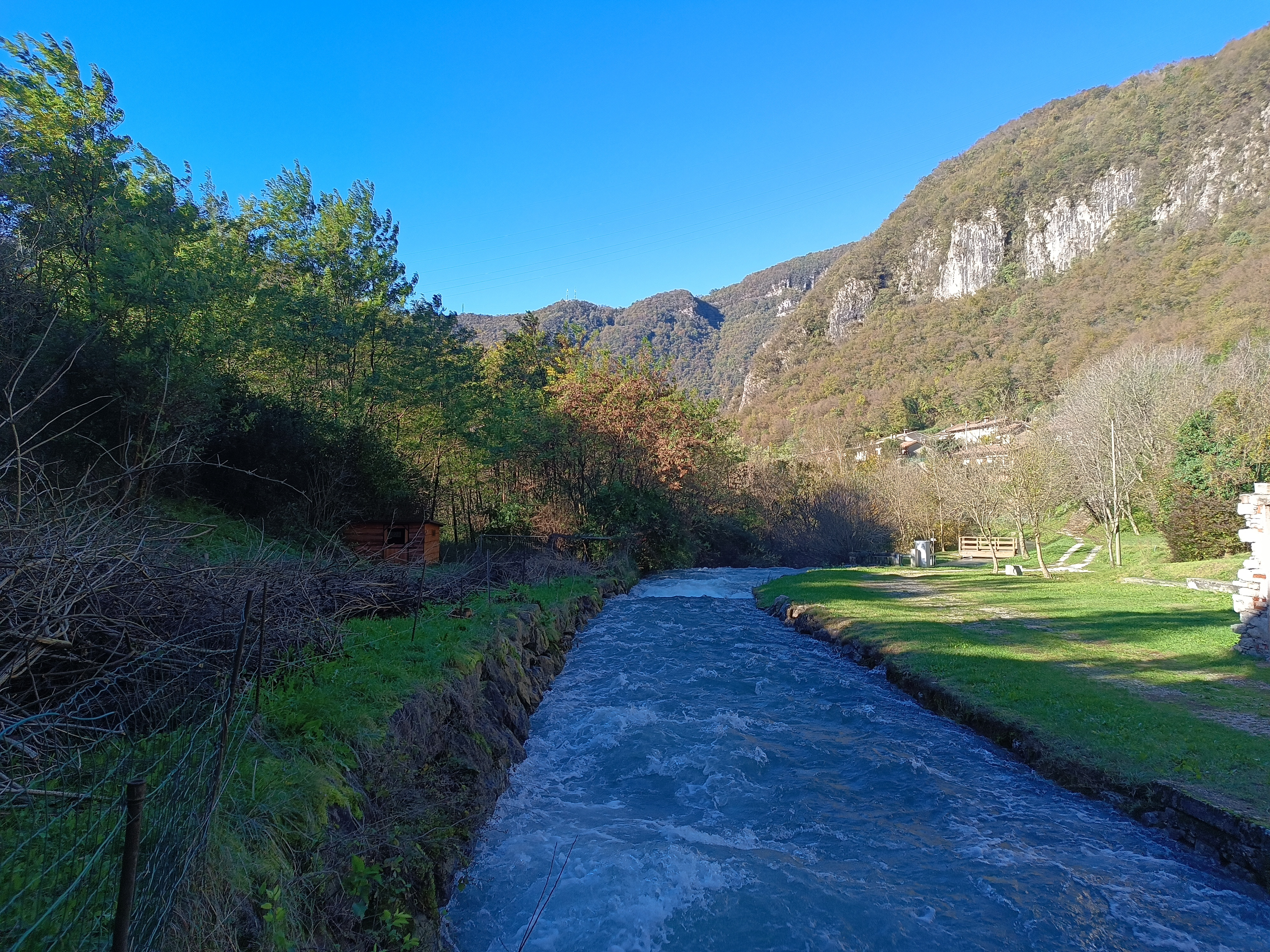
Il torrente Fium

## Storia

### I Gradenigo a Vas
I Gradenigo avevano ereditato i diritti di sfruttamento delle acque del torrente Fium e di vari impianti idraulici nel territorio vassese tramite il matrimonio, nel 1543, tra Pietro ed Elena Bembo, figlia naturale del cardinale Pietro Bembo. In un secondo tempo avevano poi acquisito le proprietà dei Priuli, proprietari dei terreni dove sorgerà poi il palazzo padronale attiguo all'opificio. A riprova di tali diritti, la magistratura veneziana dei Provveditori Sopra i Beni Inculti, in data 29 gennaio 1655, ne confermò la proprietà al “Nobil Homo ser Domenico Gradenigo fu de ser Paulo”.
Visti riconosciuti i propri diritti, i Gradenigo decisero di porre in essere la propria attività a Vas, nonostante si trattasse di un isolato villaggio pedemontano, soprattutto grazie alla presenza delle acque del torrente Fium, limpide per tutto l'arco dell'anno, ideali per produrre carta di qualità. A brevissima distanza dalla cartiera si trovavano poi le sponde del Piave, solcato da zattere le quali, nonostante il concreto rischio di naufragio, costituivano un importante sistema di comunicazione e trasporto di merci tra le aree montane bellunesi e la pianura veneta, fino alle lagune. Dopo la metà del '600 l'impianto subì un ingrandimento, venendo dotato di un numero sempre maggiore di ruote idrauliche per il movimento dei pestelli che servivano a trasformare gli stracci in pasta di carta. Vennero edificati depositi, grandi ambienti arieggiati ai piani superiori per l'asciugatura dei fogli, canali (rogge) che portavano l'acqua del torrente fino alle ruote idrauliche e tini, dove l'impasto di carta veniva filtrato.
Gli abitanti del luogo, abituati ad un'economia povera, fatta di agricoltura e allevamento, oltre che di poche attività artigianali, vennero inizialmente impiegati per i lavori più semplici e poco remunerativi, mentre il personale specializzato impiegato nella cartiera veniva reclutato in località dove era già presente una tradizione di produzione della carta, come Oliero, Ceneda o la zona di Salò, sul lago di Garda. La convivenza tra locali e forestieri non era facile, e spesso degenerò in atti di violenza, soprattutto ai danni dei primi. Col tempo, tuttavia, la cartiera divenne un punto di riferimento per la vita della comunità vassese.

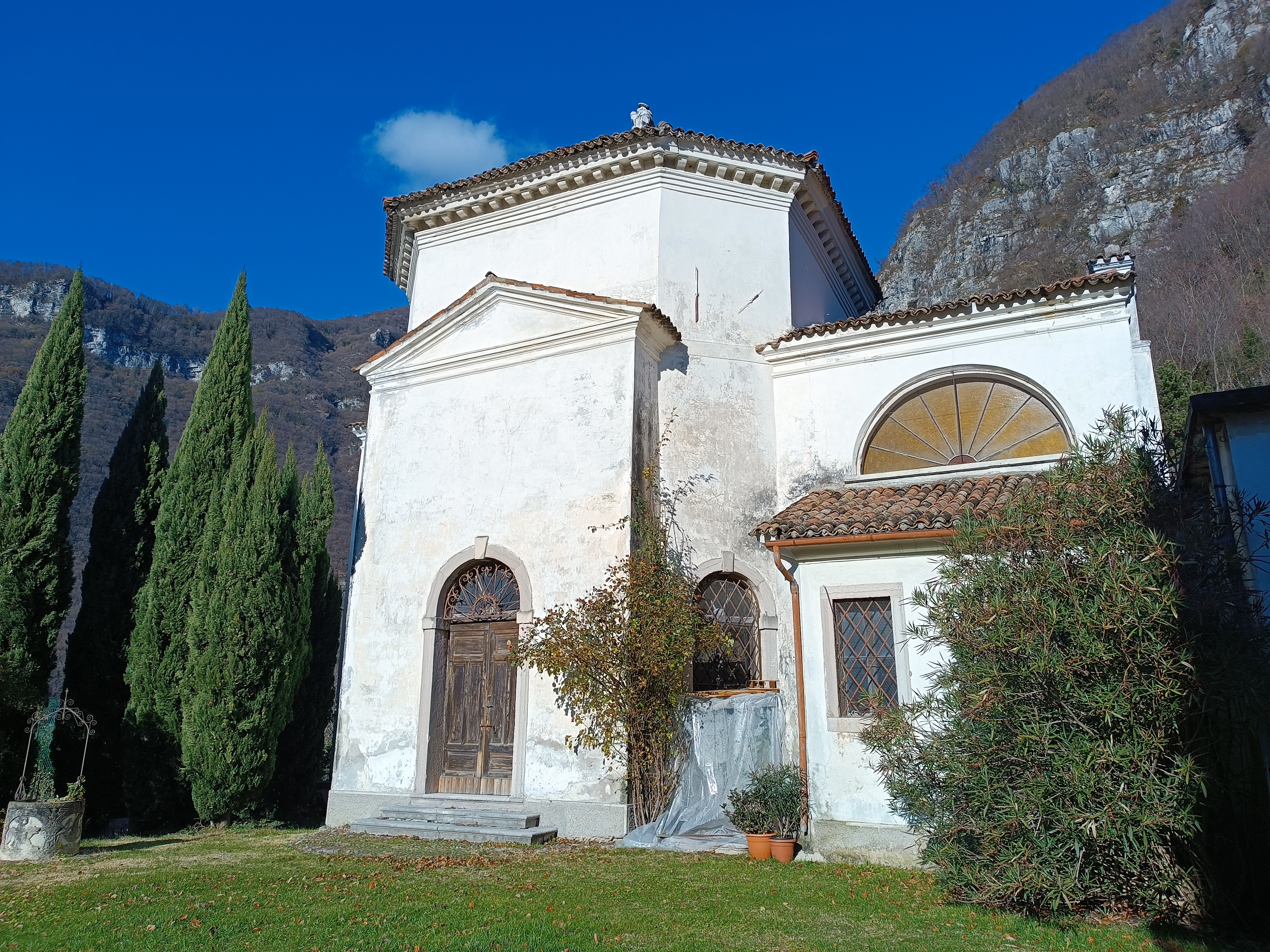
Veduta dell'oratorio di Sant'Antonio da Padova, fatto erigere dai Gradenigo presso il palazzo padronale

Bernardo Gradenigo fu tra gli esponenti della famiglia colui che più si legò al territorio di Vas, tanto che alla sua morte, avvenuta nel 1687, dispose di essere sepolto presso la chiesetta di Sant'Antonio da Padova, fatta edificare nei pressi del palazzo padronale. Secondo la tradizione locale, inoltre, un prezioso abito bianco e un manto in velluto indossati nel giorno delle nozze da una nobildonna Gradenigo nel XVII secolo sarebbero stati donati alla chiesa parrocchiale di Vas per essere trasformati in abiti sacri (presso la stessa chiesa, ancora oggi si conserva un magnifico abito liturgico le cui fattezze lasciano intendere il riadattamento di un abito profano).
L'opificio, fin dai primi tempi, venne affidato dai Gradenigo ad affittuari, dietro pagamento di un canone. Nel 1661 divenne affittuario Andrea Bozzon, che giunse a Vas con lo zio Francesco, cartaro e quasi certamente primo gestore della fabbrica vassese. In quegli stessi anni arrivò a Vas Delai Lanterna, originario di Toscolano, sul lago di Garda, mercante di carta a Venezia. Questi in una prima fase svolse la funzione di braccio commerciale della ditta, mentre i Bozzon continuavano ad occuparsi degli aspetti produttivi. La carta prodotta a Vas era destinata ai fabbisogni delle stamperie, della burocrazia statale veneziana e degli ordini religiosi, ma anche all'esportazione. Per esempio, della carta con filigrana appositamente studiata per i mercati levantini, riportante lo stemma della mezzaluna islamica (al posto dei consueti simboli cristiani), venne utilizzata dalle cancellerie imperiali ottomane, anche per redigere gli atti dei sultani. Filigrane con gli stemmi della boccia di vetro e della lanterna, i marchi di Francesco Bozzon e Delai Lanterna, vennero sormontate da mezzelune islamiche e carta di Vas riportante queste filigrane, in particolare dell'apprezzatissimo e pregiato formato “tre lune”, furono utilizzate per redigere documenti in varie regioni dell'Impero Turco, dai Balcani alla Palestina.

### La gestione dei Remondini
Agli inizi del '700 la cartiera di Vas entrò a far parte del patrimonio dei Remondini, grandi stampatori bassanesi, decisi a produrre in proprio l'enorme mole di materiale cartaceo di cui necessitavano per le proprie produzioni tipografiche, commerciate in tutta Europa.
La cartiera di Vas, peraltro, venne presa in locazione dai Remondini più come investimento che per reale necessità, vista anche la non trascurabile distanza da Bassano. Nella gestione di questo impianto, pertanto, essi non agirono da soli, ma si avvalsero di collaboratori che si dovevano occupare dello smercio della carta prodotta nell'opificio. Il 1 ottobre 1767 essi stipularono un contratto decennale con il concittadino Domenico Gnoato, che in passato aveva già collaborato con loro. Dotato di un capitale iniziale di 5.000 ducati all'interesse del 6% annuo, pagabile al termine di ogni anno, Gnoato avrebbe dovuto sovrintendere al corretto funzionamento della fabbrica, tenendo un registro contabile e redigendo un bilancio annuale degli affari. Il direttore avrebbe dovuto recarsi una volta al mese a Vas per verificare le condizioni della fabbrica e al termine di ogni anno sociale, tolte le perdite e pagato il canone di locazione, l'interesse per il capitale affidato e le spese di gestione, l'utile restante sarebbe stato diviso a metà tra i Remondini e Gnoato.
Visto il buon andamento degli affari, nel 1778 i Remondini rinnovarono il contratto, assumendo quale capitale del negozio l'utile finora maturato, mentre gli iniziali 5.000 ducati investiti, non più necessari per l'andamento della fabbrica, diventavano un debito personale del direttore della cartiera. A Gnoato, a titolo di contributo per il suo lavoro come direttore, era inoltre corrisposta una cifra di 1.000 lire annue.  Alcuni anni dopo, nel 1783, Gnoato presentò ai soci il bilancio relativo al periodo trascorso: esso si rivelò deludente, evidenziando uno scarso guadagno di cui i Remondini non riuscirono a comprendere le cause, a causa della cattiva tenuta dei registri contabili da parte del direttore. Amareggiati, si ritirarono dall'affare, accordando all'ex socio la loro quota, ma anche i debiti e l'onere dell'affittanza dello stabilimento. Domenico Gnoato proseguì quindi da solo l'attività, cercando di mantenere alto il livello qualitativo del prodotto.

### L'Ottocento: l'ammodernamento dello stabilimento

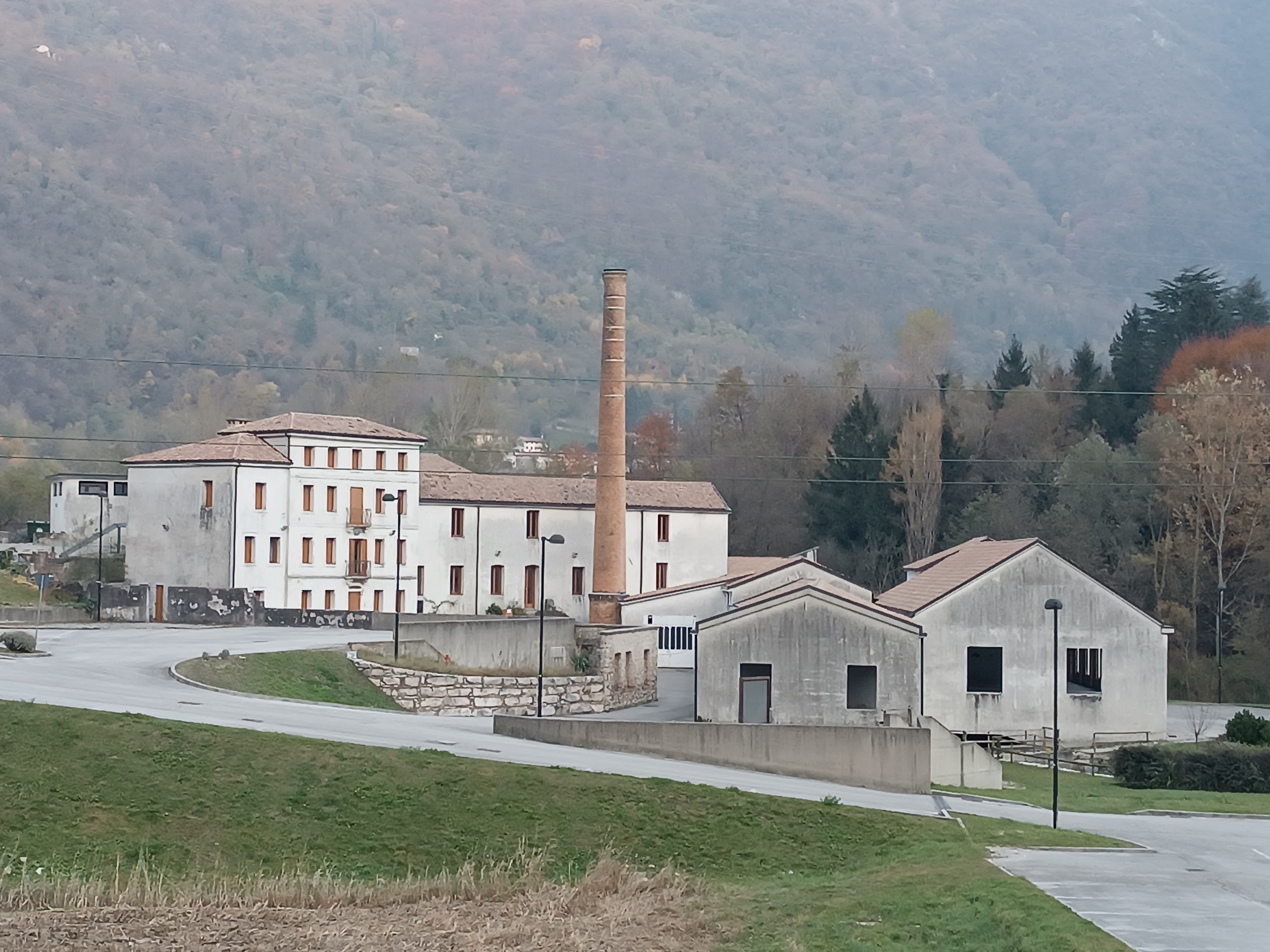
Veduta dello stabilimento

Nel corso del XIX secolo arrivarono anche in Italia alcune nuove tecnologie nel settore della fabbricazione della carta, come i raffinatori ciclici, detti cilindri olandesi (essendo comparsi per la prima volta proprio in Olanda già alla fine del 600'), dotati di lame che sfilacciavano in tempi brevi i tessuti per ottenere la pasta di carta, gli essiccatori a vapore e l'utilizzo delle fibre di legno come materia prima al posto degli stracci, sempre difficili da reperire. L'abitato di Vas, ad inizio '800, vide il passaggio dalla Repubblica Veneta alla dominazione prima francese e poi austriaca, mentre il continuo stato di guerra in cui versava l'Europa, insieme all'aumento della pressione fiscale e all'instabilità dei mercati, portò il settore cartario alla crisi.
In quest'epoca molte famiglie aristocratiche, perduti gli antichi privilegi, si ritirarono dalla gestione delle industrie, a favore di nuovi proprietari di origine borghese. Giovanni Marsura, ch era alla guida della Tipografia del Seminario di Feltre, nel 1826 divenne padrone della fabbrica di Vas, rimettendola in funzione a seguito di una radicale ristrutturazione seguita ad anni di inattività conseguente alla morte della contessa Cornelia Dolfin Gradenigo e alla fine della gestione di Domenico Gnoato, nel 1818. Il nuovo catasto austriaco, nel 1849, attestò la proprietà di Giovanni Marsura sulla fabbrica, ma non su Cà Gradenigo e la sua chiesetta, che risultavano essere di proprietà di altri privati, fino all'acquisto dell'intera proprietà da parte di Luigi Deon nel 1881. Il passo barca, i cui diritti un tempo spettavano ai Gradenigo e venivano esercitati dai gestori della cartiera, venne invece soggetto ad appalto pubblico.
Nel 1867, dopo il passaggio di Vas e dell'intero Veneto al Regno d'Italia avvenuto l'anno precedente, Giovanni Marsura morì, dopo aver dedicato anni allo sviluppo tecnologico dell'opificio. Gli succedette il figlio Giacomo, primo sindaco di Vas dopo il passaggio all'Italia. Il 10 novembre 1886 venne inaugurata la nuova linea ferroviaria Treviso – Belluno, con la costruzione della stazione di Quero-Vas sulla sponda destra del Piave. L'arrivo della ferrovia portò alla graduale scomparsa del tradizionale trasporto su zattere delle merci e ad un approvvigionamento di materie prime e a una vendita del prodotto finito più sicuri e costanti.

### Il Novecento: la fine della produzione
Nel 1892 la famiglia Marsura cedette gli stabilimenti della cartiera a Giacomo Zuliani, gestore dell'impianto dal 1888. La nuova proprietà iniziò subito una serie di lavori di ammodernamento, portando l'energia elettrica nell'opificio e garantendo l'illuminazione dei locali. La svolta arrivò però con l'acquisto, agli inizi degli anni dieci del '900, della prima macchina continua in tondo per la produzione automatica della carta. Contestualmente venne edificata la ciminiera in mattoni e messa in funzione la prima caldaia, alimentata a carbone, necessaria a produrre il vapore che azionava gli impianti dell'opificio. Intorno al 1912 prese il via anche l'attività di produzione di sacchetti di carta.

Giacomo Zuliani, che ricoprì la carica di sindaco di Vas, nel 1906 riunì l'antica proprietà dei Gradenigo, acquistando dalla famiglia Deon sia la vecchia casa padronale che l'annesso oratorio di Sant'Antonio. In quegli anni l'amministrazione comunale decise la costruzione di un nuovo ponte sul Piave, i cui lavori si conclusero però l'11 ottobre 1917, pochi giorni prima della ritirata di Caporetto, a causa della quale il ponte appena realizzato dovette essere reso inutilizzabile dalle truppe italiane in ritirata verso il fronte del Piave. Dopo quasi un anno di dura occupazione austro–tedesca, Vas venne liberata Il 31 ottobre 1918. Anche grazie agli aiuti statali, il paese, danneggiato dai bombardamenti, venne ricostruito. Il ponte sul Piave venne riparato insieme agli impianti della cartiera e al palazzo padronale, ripetutamente colpiti dall'artiglieria italiana essendo stati sedi di un comando di corpo d'armata tedesco. Gli occupanti, inoltre, avevano requisito ogni cosa, tra macchinari, materie prime e prodotto finito, potesse essere considerato utile all'interno della fabbrica.

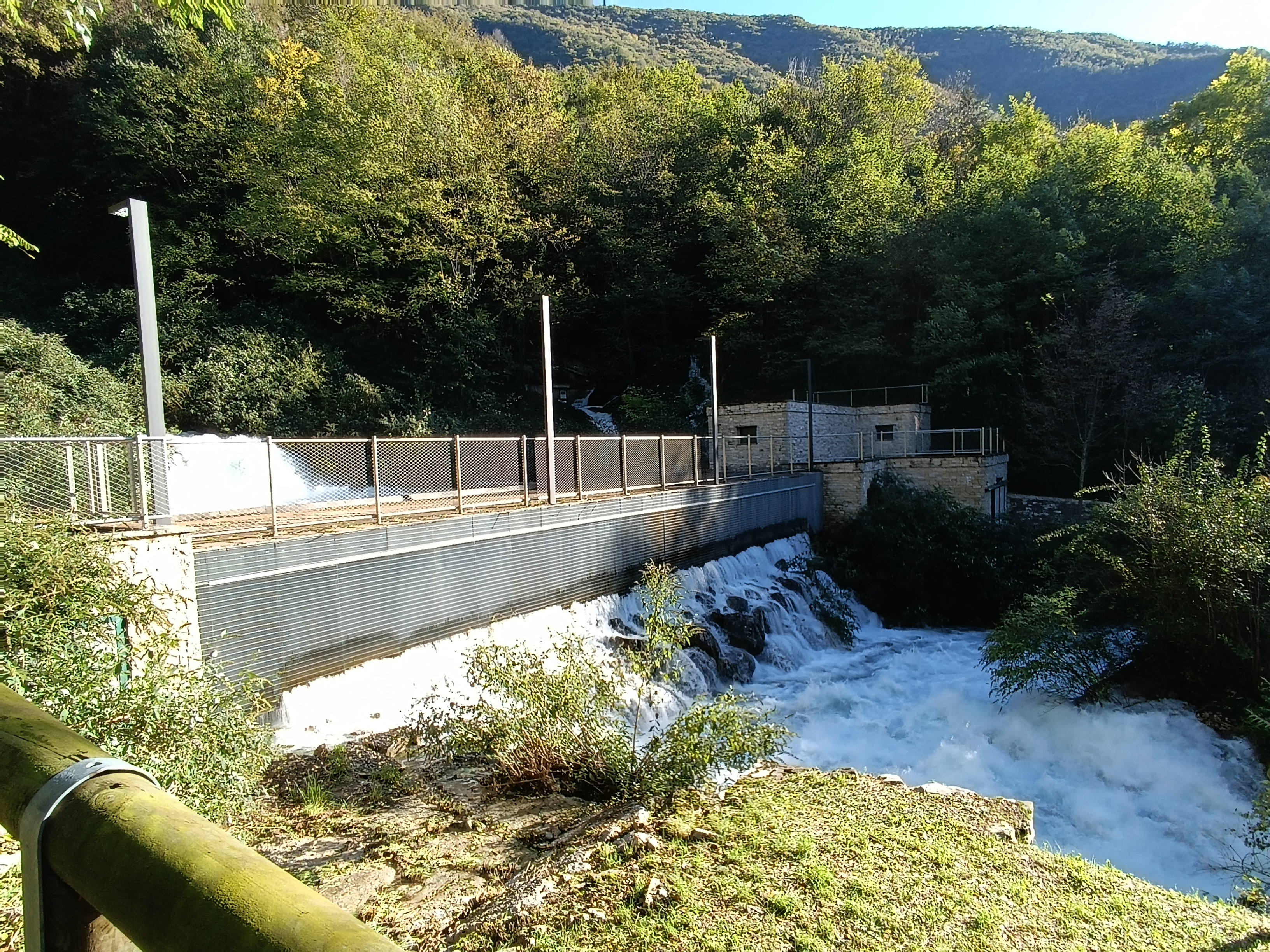
La sorgente del torrente Fium, con le attuali opere di sbarramento

Nella seconda metà degli anni '20 l'azienda, ora gestita dai figli di Giacomo Zuliani, Vincenzo e Agostino, puntava ad ingrandirsi e ad aumentare la propria produttività: per far ciò la proprietà decise di produrre in proprio l'energia elettrica di cui necessitava in sempre maggior quantità, realizzando una nuova derivazione del torrente Fium e trasformando un edificio di proprietà, destinato a mulino, in una nuova centrale idroelettrica. Dopo la seconda guerra mondiale, durante la quale lo stabilimento non subì danni diretti, l'attività tornò a fervere, e nel 1956 la fabbrica occupava ben 90 dipendenti, con una produzione giornaliera su tre turni di circa 100 quintali di carta da imballo. La fabbrica, tuttavia, necessitava di un adeguamento tecnologico dei macchinari e degli impianti, nonché di una riorganizzazione del personale, che non avvennero mai.
Nell'agosto del 1963 la cartiera dovette chiudere i battenti, riprendendo dopo breve tempo la sola attività, su scala artigianale, di produzione di sacchetti, finché la grande alluvione del 4 novembre 1966, sommergendo gli impianti sotto quattro metri d'acqua, non mise fine anche a questo tentativo di ripresa. Ripristinati gli impianti, l'attività poté riprendere, proseguendo fino al 1971, anno in cui, di fronte a difficoltà insormontabili, la proprietà ne decretò la definitiva chiusura. Negli anni successivi, in seguito allo smantellamento e alla vendita dei macchinari, i fabbricati dell'ex cartiera furono rilevati dalla famiglia Bortolini, che li trasformò in un allevamento di trote. Il palazzo padronale venne ceduto dalla famiglia Zuliani a privati, e l'oratorio di Sant'Antonio donato alla Parrocchia di San Leonardo in Vas, cui appartiene tuttora.
Gli anni Duemila e la nascita dello spazio culturale
Gli edifici che costituiscono il sito della cartiera sono stati recentemente ristrutturati dall'amministrazione comunale di Vas, in collaborazione con un consorzio di imprese private e grazie ad un finanziamento dell'Unione Europea.
In seguito , la gestione degli spazi pubblici sono stati affidati all'Associazione LaCharta di Quero Vas che, con un articolato progetto di rigenerazione, sta riattivando il sito con numerose attività culturali all'insegna dell'interpretazione del territorio. Fra le altre, l'Associazione ha ripreso a produrre carta a mano con metodo antico utilizzando fibre vegetali di scarto. LaCharta propone inoltre visite guidate, laboratori, workshop e dimostrazioni sui temi della carta, stampa, incisione e calligrafia. 
È in fase di realizzazione anche "l' Anello della Cartiera", un percorso storico-naturalistico di circa 4 km, che intende raccontare la stretta correlazione fra la fabbrica, il territorio ed il suo paesaggio. 